# Stolpe (Angermünde)
Stolpe è una frazione della città tedesca di Angermünde, nel Brandeburgo.

## Storia
Stolpe è un piccolo centro rurale di origine medievale, fondato dalle tribù slave dell'Ucraina.
Il 26 ottobre 2003 il comune di Stolpe fu aggregato alla città di Angermünde.